# Hermann Rockmann

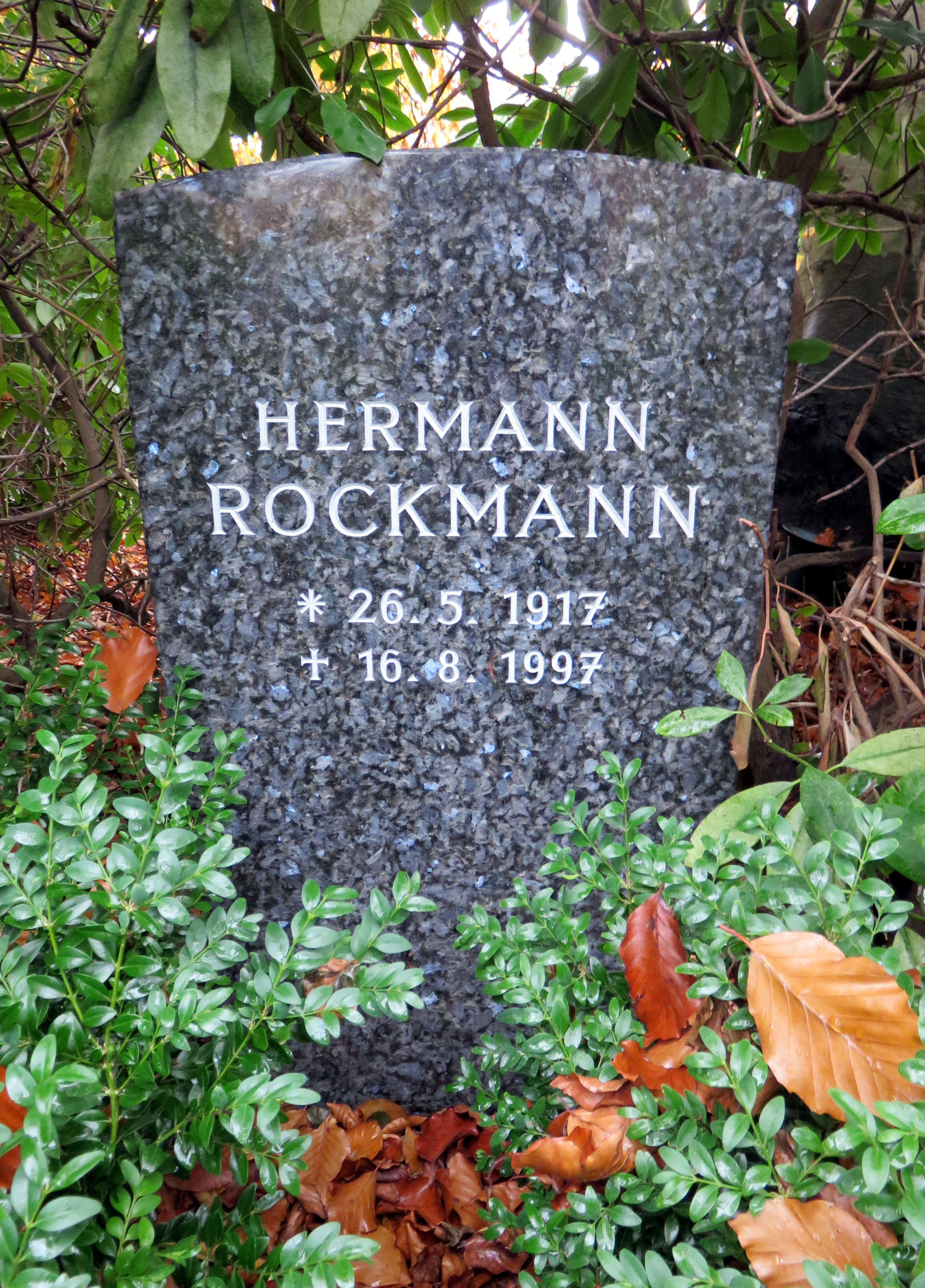
Grabstein Hermann Rockmann auf dem Friedhof Ohlsdorf

Hermann Rockmann (* 26. Mai 1917 in Hannover; † 16. August 1997 in Hamburg) war ein deutscher Hörfunk- und Fernsehreporter.

## Leben
Ab 1940 hat Hermann Rockmann eine Ausbildung in der Nachwuchsabteilung der Reichs-Rundfunk-Gesellschaft durchlaufen. In den späten 1940er und 1950er Jahren war er Hörfunk-Reporter beim Nordwestdeutschen Rundfunk (NWDR) und dann beim Norddeutschen Rundfunk (NDR). Ab 1953 war Hermann Rockmann Chefreporter des NDR-Hörfunks und Leiter der Reportageabteilung. Von 1950 bis 1963 war er Off-Sprecher der Neuen Deutsche Wochenschau.
In dem 1956 von Bernhard und Michael Grzimek gedrehten Dokumentarfilm Kein Platz für wilde Tiere war Hermann Rockmann neben Viktor de Kowa einer der Erzähler (Off-Sprecher).
Er war der erste Moderator der Sendung Gruß an Bord. Von 1964 bis zu seiner Pensionierung 1982 leitete Hermann Rockmann die legendäre Radiosendung Hamburger Hafenkonzert.
Hermann Rockmann moderierte 1964 auch die Aktuelle Schaubude im Regional-Fernsehen des NDR. Im selben Jahr und auch 1965 kommentierte er die deutsche Übertragung des Grand Prix Eurovision de la Chanson (Eurovision Song Contest).
Die Grußworte der Schiffsbegrüßungsanlage Willkomm-Höft wurden von ihm gesprochen und sind dort bei Vorbeifahrten von Schiffen zu hören.
Er wurde auf dem Friedhof Ohlsdorf in Hamburg bei Planquadrat J 10 südlich vom Rosengarten bestattet.